# Baffinov zaljev
Baffinov zaljev (engleski: Baffin Bay, inuktitut: Saknirutiak Imanga; grenlandski: Avannaata Imaa; francuski: Baie de Baffin) je zaljev smješten između Baffinovog otoka i zapadne obale Grenlanda te se prema Međunarodnoj hidrografskoj organizaciji smatra rubnim morem Arktičkog oceana s kojim je povezan tjesnacem Nares. Preko Davisovog prolaza i Labradorskog mora povezan je i s Altantskim oceanom. Zaljevom nije moguće ploviti većinom godine zbog ledenog pokrova te velikog broja ledenih santi. 

## Povijest
Područje zaljeva naseljeno je od otprilike 500. godine. Oko 1200.-te prvobitnu Dorsetku kulturu zamijenio je narod Thule. Novija iskapanja sugeriraju da su Vikinzi pri koloniziranju Amerike stigli do obala zaljeva između 10. i 14. stoljeća. Prvi zabilježeni Europljanin koji je stigao do zaljeva bio je engleski istraživač John Davis 1585. godine.
Godine 1612. grupa engleskih trgovaca udružila se u istraživanje sjeverne obale Kanade u potrazi za morskim putem za daleki istok. 
Henry Hudson i Thomas Button istraživali su Hudsonov zaljev, William Gibbons Labrador a Robert Bylot Hudsonov tjesnac i područje kasnije prozvano Baffinovim zaljevom prema njegovom kormilaru Williamu Baffinu. Baffin je kartirao područje te nazvao i okolna mora Lancaster, Smith i Jones prema članovima svoje kompanije. Zbog ledenog pokrova, naprednija istraživanja zaljeva nastavile su tek 1930.-ih danske, američke i kanadske ekspedicije. 
Danas se uz obale nalazi nekoliko inuitskih naselja. Godine 1975. izgrađen je grad Nanisivik radi eksploatacije željeza i cinka iz obližnjeg rudnika. Zbog manjka resursa i pada cijene metala rudnik je zatvoren 2002. godine te grad prema službenom popisu iz 2006. g. nema više nijednog stanovnika.

## Klima
U zaljevu prevladava polarna klima s čestim olujama, posebice zimi. Prosječne siječanjske temperature kreću se od -20 °C na jugu do - 28 °C na sjeveru, dok su srpanjske oko 7 °C. Prosječna količina padalina iznosi između 100 i 250 mm na istočnoj, grenlandskoj strani zaljeva te otprilike dvostruko više na zapadnoj. 
Temperature mora na površini zimi su oko -1 °C, a ljeti između 4 i 5 °C. Zimi je gotovo 80% zaljeva prekriveno ledom. 

## Nafta i plin
Prema američkim geološkim istraživanjima, oko 13% neotkrivenih nalazišta nafte i oko 30% nalazišta plina nalazi se u arktičkom području, posebice mora oko Grenlanda koja potencijalno mogu sadržavati velike količine prirodnog plina. Sukladno tome, vlasti Grenlanda ponudili su brojne off-shore koncesije za potencijalnu ekstrakciju ugljikovodika. Najviše ih se nalazi upravo u Baffinovom zaljevu i Davisovom prolazu, te manji dio u Grenlandskom moru na istoku.